# Villa Signorini
Villa Signorini ad Ercolano (indirizzo Via Roma n. 43) fu realizzata nella metà del Settecento in uno stile che richiama le architetture di Domenico Antonio Vaccaro.
Passata più volte di proprietà, nel 1911 fu acquistata da Paolo Signorini, proprietario della Cirio, dal quale prende il nome.
A pianta quadrata, presenta un portale bugnato di piperno e finestre con stucchi barocchi. Al piano nobile si apre una loggia centrale e due angolari, originariamente aperte su due terrazzi quadrati.
È una delle poche ville vesuviane del XVIII secolo a conservare pressoché invariate le volumetrie originali, senza alcuna superfetazione ottocentesca.
Agli inizi del Novecento furono aggiunte due scale simmetriche per mettere in comunicazione il terrazzo del piano nobile con il giardino.
Gli ambienti del piano nobile sono riccamente ed elegantemente decorati, alcuni con affreschi originali del Settecento con finte architetture prospettiche, come nella Reggia di Portici e in Villa Campolieto sul Miglio d'oro a Ercolano.
Il giardino, confinante con il parco della Reggia, presenta eleganti aiuole all'italiana, agrumeti, una fontana in piperno con la statua di Leda, e due padiglioni quadrati ad archi con cupola maiolicata.
La villa oggi ospita eventi, manifestazioni, ricevimenti e un albergo di lusso.

## Galleria d'immagini

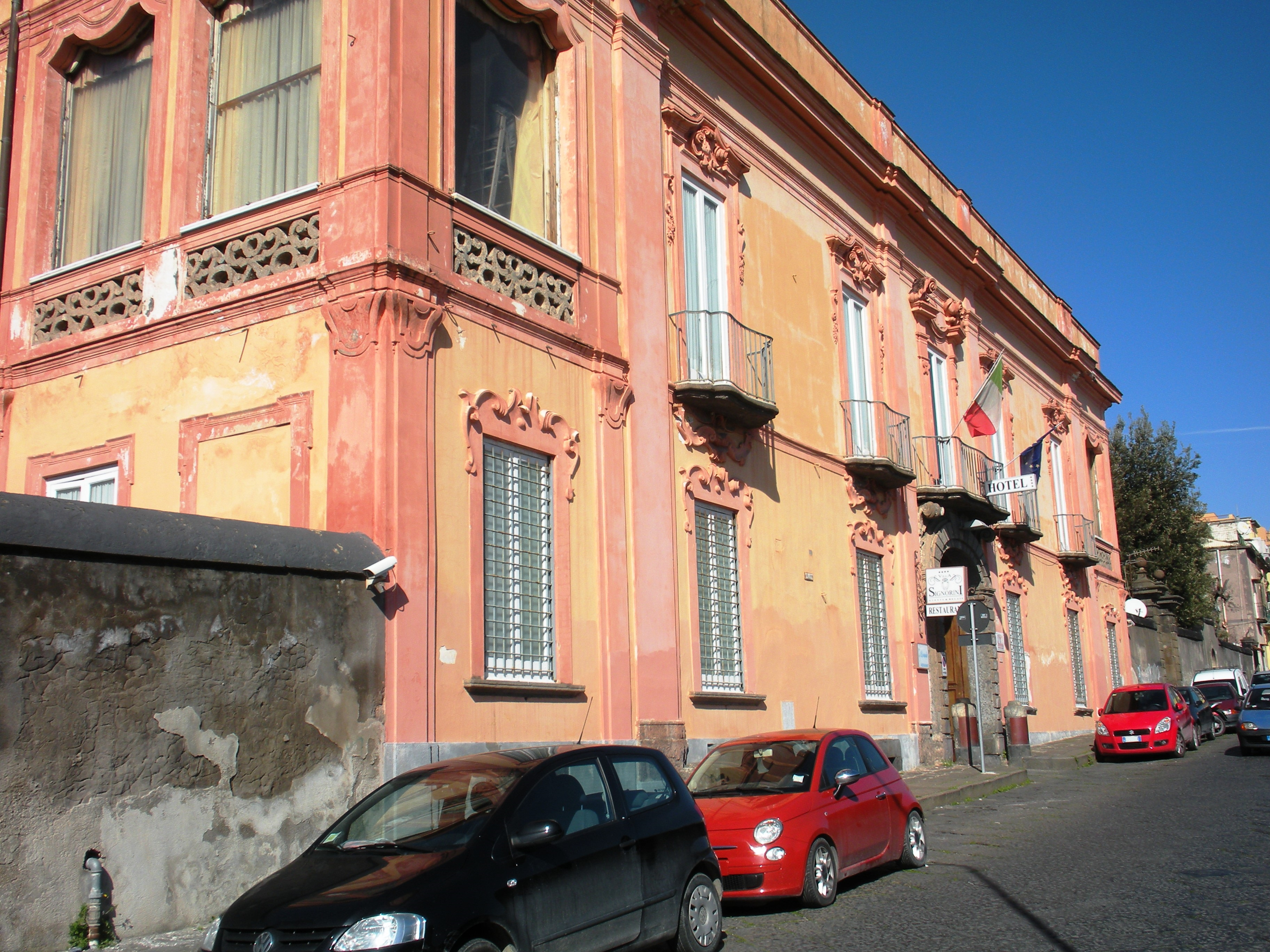
Veduta della villa